# Obrona Wanu (1915)
Obrona Wanu (orm. Վանի հերոսամարտ, trans. Wani herosamard) – bitwa samoobrony ludności ormiańskiej z rejonu miasta Wan przeciwko władzom i armii Imperium Osmańskiego, dążącym do fizycznej eksterminacji Ormian zamieszkujących wilajet Wan w czasie ludobójstwa Ormian w 1915 roku. Kilku obserwatorów walk i późniejszych historyków tych wydarzeń doszło do wniosku, że rząd osmański rozmyślnie podżegał do zbrojnego oporu Ormian w mieście, a następnie wykorzystał lokalne powstanie jako główny pretekst do uzasadnienia rozpoczęcia deportacji i rzezi Ormian w całym imperium. Relacje świadków zgadzają się co do tego, że postawa Ormian w Wanie była wyłącznie obronna i poparta aktem oporu przed masakrą. Akcja samoobrony jest często opisywana w literaturze negującej ludobójstwo Ormian; wg słów Stefana Ihringa stała się „alfą i omegą pretekstu «militarnej konieczności»”, aby usprawiedliwić ludobójstwo i przedstawiać prześladowania Ormian jako uzasadnione.

## Geneza

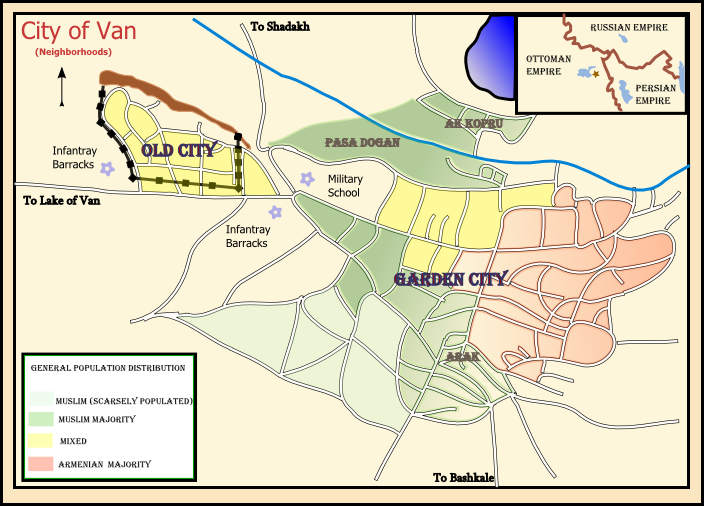
Mapa centrum Wanu w 1915

W schyłkowym okresie istnienia Imperium Osmańskiego Wan był ważnym ośrodkiem życia kulturalnego, społecznego i gospodarczego Ormian. Mkrticz Chrimian założył w mieście prasę drukarską, a następnie zaczął wydawać „Waspurakan Ardzwi”, pierwszy periodyk ukazujący się w języku ormiańskim. W 1885 roku w mieście Wan powstała pierwsza ormiańska partia polityczna, której członków zwano armenakami. Niedługo potem stronnictwa hunczaków i dasznaków, których misją było obalenie panowania osmańskiego we wschodniej Anatolii (tzw. sześć wilajetów), utworzyły w mieście oddziały swoje oddziały.
W latach 1895–1896 Ormianie w Imperium Osmańskim doświadczyli fali przemocy powszechnie znanej jako masakry hamidiańskie. Podczas gdy Wan uniknął rzezi w 1895 roku, Osmanowie wysłali wyprawę wojskową w czerwcu 1896 roku. Ormianie z Wanu początkowo podjęli obronę, ale po zgodzie na rozbrojenie w zamian za zapewnienie im bezpieczeństwa, masakry trwały nadal, kończąc się śmiercią ponad 20 000 osób.
Statystyki demograficzne prowincji Wan Imperium Osmańskiego sprzed I wojny światowej wskazywały na różne wartości liczbowe w zależności od źródła. W 1914 roku Ormianie w dużej liczbie zamieszkiwali nad brzegiem jeziora Wan. Ich głównymi siedzibami było miasto Wan (wraz z trzema podmiejskimi osiedlami: Gürpınar (po ormiańsku Hawasor), Gedikbulak (Timar) i Erçek (Arczak)). Ormianie mieszkali również w dystrykcie Erciş (spotykane ormiańskie nazwy: Artchesz, Akanc), który znajdował się w północnej części prowincji, a także w okręgach Çatak (Szatach), Başkale (Baszkaleh) i Bahçesaray (Moks) w południowej części prowincji. Według spisu ludności z 1890 roku w prowincji mieszkało 79 998 Ormian. Ten sam spis wykazał, że odsetek ludności ormiańskiej w mieście Wan wynosił 35%, w Erciş 64%, w Çatak 37%, w Başkale 18%, a 48% w Bahçesaray. Szacunki lokalnego patriarchy z 1912 roku podają, że wówczas populacja Ormian liczyła 110 000 osób. Oficjalny spis osmański z 1914 roku wykazał, że populacja ormiańska Wanu wynosiła 67 797, a muzułmańska 179 422 osób. Jednak oficjalny spis powszechny z 1914 roku został zakwestionowany zarówno ze względu na wielkość populacji Ormian, jak i muzułmanów. Stwierdzono, że nie uwzględnił on większości zamieszkujących prowincję dzieci, a skorygowane wartości dla prowincji Wan określono na 313 000 muzułmanów, 130 000 Ormian (25%) oraz ok. 65 000 Asyryjczyków, Chaldejczyków, Nestorian i innych. Szacunki liczby ludności miasta Wan okazały się trudniejsze do przeanalizowania. W samym mieście i wokół niego miały wówczas miejsce rozległe ruchy ludności z powodu pogorszenia się sytuacji ekonomicznej i politycznej przed I wojną światową. Populację miasta szacowano w tamtym czasie na 79 000 muzułmanów i 34 000 Ormian w mieście Wan, łącznie z najbliższymi okolicami. Jesienią 1914 roku szacowano ormiańską populację Wan na około 30 000 mieszkańców.

Mapy fizyczne i demograficzne prowincji Wan w Imperium Osmańskim
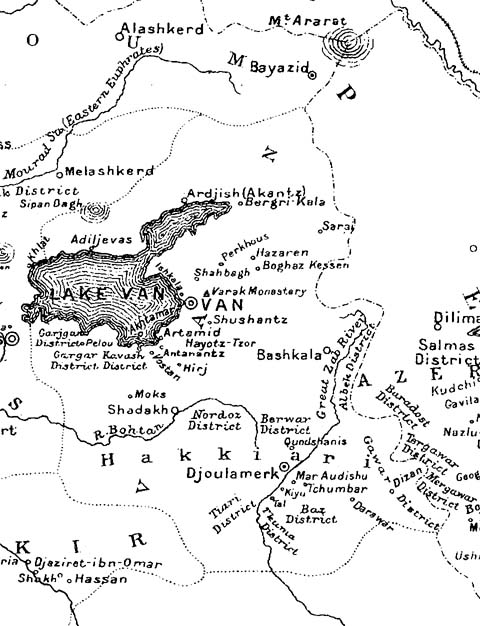
Osady w prowincji Wan
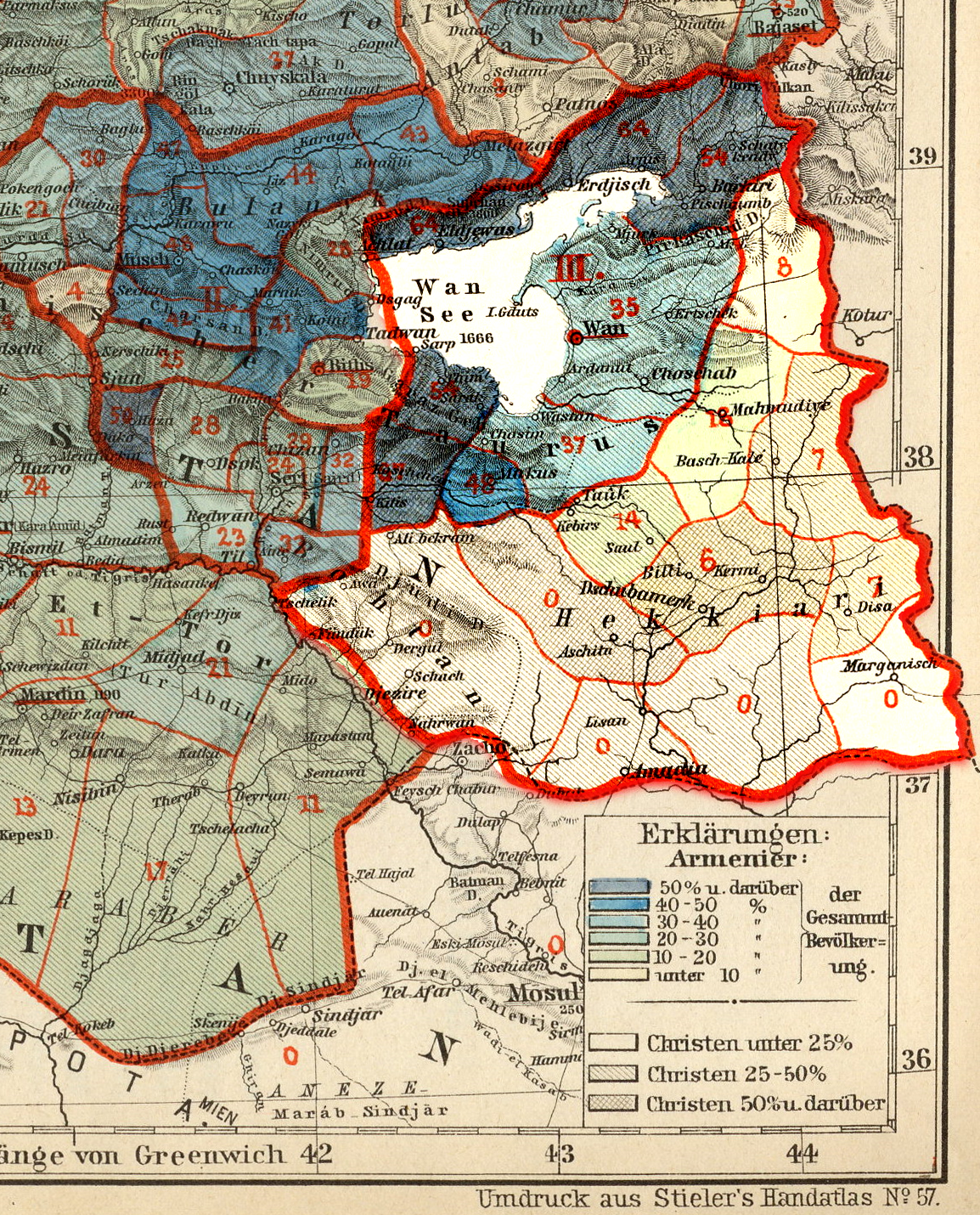
Szacunki liczby ludności i jej składu etnicznego w prowincji Wan na tureckiej mapie z 1896 roku (w języku niemieckim)
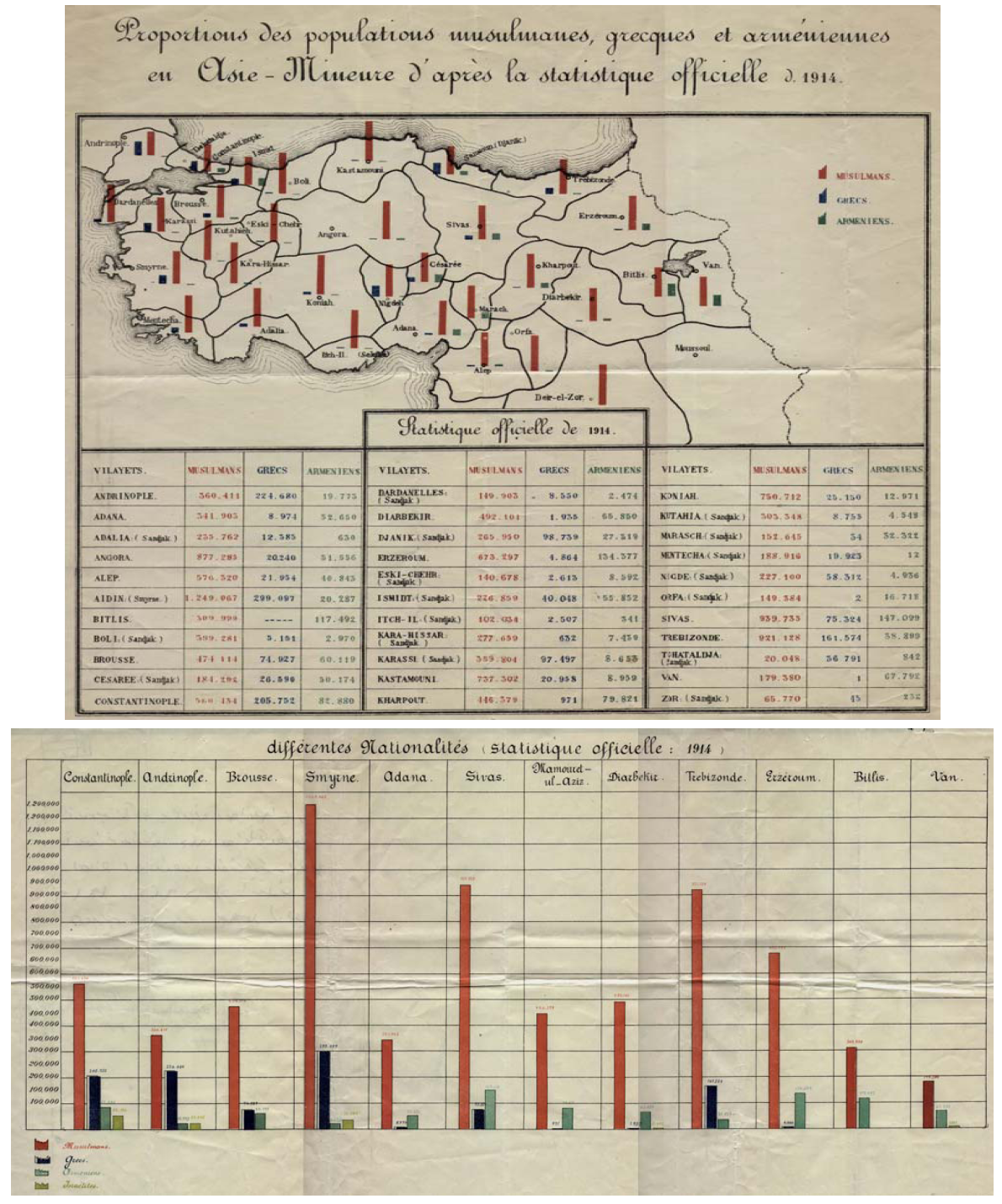
Osmańskie szacunki z 1914 roku (w języku francuskim)

## Preludium: kampania kaukaska
30 października 1914 roku, po wymianie ognia podczas pościgu za Goeben i Breslau, Imperium Osmańskie przystąpiło do I wojny światowej. Prowincja Wan była położona pomiędzy Persją i Kaukazem, a najbardziej dostępne szlaki łączące Persję, Rosję oraz Mezopotamię i Anatolię przechodziły przez tę prowincję, co nadawało jej znaczenia strategicznego.
Do pierwszego starcia kampanii kaukaskiej doszło 2 listopada 1914 roku w czasie ofensywy Bergmanna. Rosjanie odnieśli szereg zwycięstw na linii Kara Kilise (przemianowanego na Karaköse w listopadzie 1919 roku, obecnie Ağrı)–Bejazit (obecnie Doğubayazıt). Bejazit znajdował się na północy prowincji Wan, a ochotnicy ormiańscy udzielali pomocy jako siły nieregularne pułkom rosyjskim podczas zajmowania tych terenów.
W grudniu 1914 roku rosyjski car Mikołaj II Romanow odwiedził Front Kaukaski. W obecności głowy Kościoła ormiańskiego i Aleksandra Hatisjana, przewodniczącego Armeńskiego Biura Narodowego w Tyflisie, Mikołaj II stwierdził: „Ormianie ze wszystkich krajów spieszą, by wstąpić w szeregi chwalebnej armii rosyjskiej i swoją krwią służyć zwycięstwu armii rosyjskiej [...] Niech rosyjska flaga powiewa swobodnie nad Dardanele i Bosforem, niech wszystkie ludy chrześcijańskie pozostające pod tureckim jarzmem wywalczą swoją wolność. Niech tureccy Ormianie, który cierpieli za wiarę w Chrystusa, otrzymają zmartwychwstanie do nowego i wolnego życia”. W tym samym czasie osmański minister wojny Enwer Pasza chciał otoczyć siły rosyjskie między Sarıkamış a Ardahanem. Bitwa pod Sarıkamış (29 grudnia 1914 – 4 stycznia 1915) okazała się jednak katastrofalną porażką dla wojsk Paszy. Znaczący udział w sukcesie Rosjan mieli ormiańscy ochotnicy, jako miejscowi, przyzwyczajeni do lokalnego klimatu, znający każdą drogę i górską ścieżkę oraz zmotywowani do zaciekłej i zdecydowanej walki. Ochotnicy ormiańscy działali w małych, mobilnych jednostkach, dobrze przystosowanych do walki półpartyzanckiej. Służyli głównie jako zwiadowcy, chociaż brali również aktywny udział w wielu konwencjonalnych potyczkach. Ochotnicy ormiańscy rzucili wyzwanie wojskom osmańskim w krytycznym momencie wojny: „opóźnienie, które spowodowali, umożliwiło rosyjskiemu Frontowi Kaukaskiemu skoncentrowanie wystarczających sił wokół Sarıkamış”. Po powrocie do Konstantynopola Enwer Pasza obwinił za swoją klęskę Ormian mieszkających w regionie, którzy czynnie stanęli po stronie Rosjan.
Osmańskie przygotowania do kampanii perskiej rozpoczęły się 11 grudnia 1914 roku od rozkazu Enwera Paszy w sprawie utworzenia tymczasowej siły, która miałaby zostać skierowana do planowanego teatru działań wojennych przy użyciu dróg w prowincji Wan. Podczas przygotowań tureckich Rosjanie przenieśli armeńskiego generała Towmasa Nazarbekiana do okupowanego przez Rosję perskiego Azerbejdżanu. Perska Brygada Kozacka Fiodora Czernozubowa była operacyjnie rozlokowana w Persji od 1906 roku. W tym okresie władze osmańskie przekazały Kurdom w Persji i prowincji Wan 24 000 karabinów. 
Osmański 1 Korpus Ekspedycyjny został przydzielony Szefowi Wywiadu w Osmańskiej Kwaterze Głównej, ppłk. Kâzimowi Karabekirowi. 5 Korpus Ekspedycyjny został przydzielony ppłk. Halilowi Kutowi, który był wujem Enwera Paszy i miał później pokonać Brytyjczyków pod Kut al Amara 29 kwietnia 1916 roku.
1 Korpus Ekspedycyjny był operacyjnie samowystarczalny, zdolny do samodzielnych działań, uzupełniony o 7 i 9 Pułk Piechoty, oddział kawalerii, szpital polowy, oddział transportowy, oddział wywiadowczy, batalion haubic górskich z dwoma bateriami, sekcję telegraficzną, baterię polową, batalion remontowy, własną pulę uzupełnień i środki transportu. 10 stycznia 1915 roku, gdy 1 Korpus Ekspedycyjny był w drodze do perskiego Azerbejdżanu, jego pierwotny plan działania został zawieszony. Z powodu strat poniesionych przez wojska tureckie w katastrofalnej bitwie pod Sarıkamış, 1 Korpus Ekspedycyjny został przydzielony do 3 Armii. Dzień później 5 Korpus Ekspedycyjny został skierowany na północ do Erzurumu, a 22 stycznia tam skierowano również 1 Korpus Ekspedycyjny. Pułk Żandarmerii Wan (siły policyjne) pod dowództwem mjr. Köprülü Kâzım Özalpa, który został ministrem obrony narodowej i przewodniczącym Wielkiego Zgromadzenia Narodowego Turcji, był wówczas jedyną siłą dostępną na granicy perskiej. Wcześniej, 14 grudnia 1914 roku, Mobilna Dywizja Żandarmerii Wan przejęła zadanie zabezpieczenia drogi do Persji przez dolinę Qotur. Ta paramilitarna formacja była lekko uzbrojona i miała niewiele artylerii oraz karabinów maszynowych, przez co nadawała się bardziej do funkcji ochraniania bezpieczeństwa wewnętrznego niż do inwazji na sąsiedni kraj.
W latach 1914–1915 misjonarze amerykańscy i niemieccy przebywający na tym terenie donosili o masakrach ludności ormiańskiej. Te mordy nasiliły się tuż przed wybuchem powstania w Wanie. Według jednego ze źródeł, wszystkie 52 ormiańskie wioski w pobliżu Bejazitu i Eleşkirtu zostały najechane, splądrowane i zniszczone przez pułki kawalerii hamidiye.

## Siły
Po katastrofalnej klęsce 3 Armii w bitwie pod Sarıkamış, żandarmeria, pierwotnie odpowiedzialna za zadania policyjne wśród ludności cywilnej, została przeniesiona do 3 Armii w celu przywrócenia skuteczności bojowej operacyjnych sił wojskowych armii osmańskiej. 24 lutego 1915 roku Osmanowie zostali zmuszeni do wysłania jednostek żandarmerii z Harputu, Diyarbakıru i Bitlisu do miasta Wan. W tym okresie na froncie kaukaskim znajdowało się 52 000 żołnierzy osmańskich, z czego 75% służyło w północnym sektorze, poza prowincją Wan. Jednostki osmańskie w prowincji Wan składały się z pododdziałów żandarmerii, które pozostawały pod kontrolą gubernatora. Dywizja Żandarmerii Wanu zawierała również jednostkę artylerii pod dowództwem Rafaela de Nogale Méndeza. 36 Dywizja Piechoty została wycofana z Mezopotamii z rozkazem kontrolowania południowej części prowincji, w pobliżu jeziora Wan. 1 Korpus Ekspedycyjny utrzymywał front na południe od jeziora Wan.
| Jednostki 3 Armii w prowincji Wan (stan na dzień 4 czerwca 1915) | Jednostki 3 Armii w prowincji Wan (stan na dzień 4 czerwca 1915) |
| ---------------------------------------------------------------- | ---------------------------------------------------------------- |
| Dywizja Żandarmerii Wanu                                         | 2500                                                             |
| 36 Dywizja Piechoty                                              | 5400                                                             |
| 1 Korpus Ekspedycyjny                                            | 7500                                                             |
| Pułk Bagdat                                                      | 560                                                              |
| Razem                                                            | 15 960                                                           |

Jeden batalion, nazwany „batalionem rzeźników” (po turecku kasab taburu) liczył około 5000 ludzi.

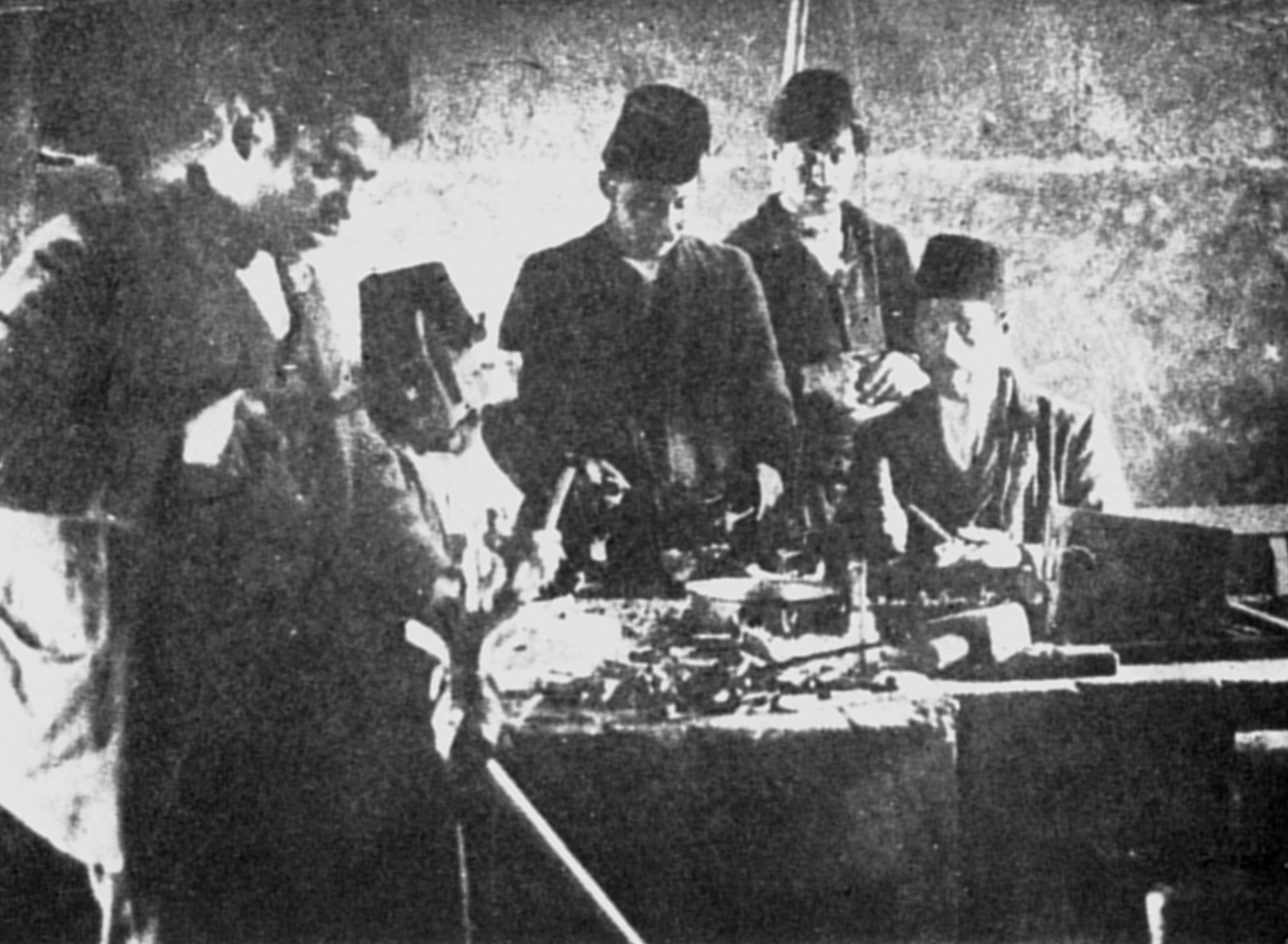
Ormianie w Wanie ręcznie wytwarzający naboje karabinowe

Ludność ormiańska w mieście podjęła kroki w celu przygotowania samoobrony. Władze miasta utworzyły jednolity organ („Wojskowy Urząd Obrony”), w skład którego weszli: Armenak Ekarian, Aram Manukian, Kajcak Arakel, Bulgaraci Gregory, Gabriel Semerian, Hrant Galikian i Panos Terlemezian. Utworzono służby pomocnicze, zorganizowano dystrybucję żywności, pomoc medyczną i polową fabrykę broni. W tym czasie powstał również Związek Kobiet, zajmujący się głównie szyciem odzieży dla bojowników. W obliczu grożącego niebezpieczeństwa połączyli siły przedstawiciele różnych ormiańskich partii politycznych (Ramkawar, Dasznak). Obrońcy Wanu liczyli nie więcej niż 1500 walczących, którzy mieli tylko 505 karabinów i 750 pistoletów Mauser oraz niewielki zapas amunicji. Wojskowy Urząd Obrony wydał rozkaz oszczędzania nabojów. Okolica Ajkesdan została podzielona na 7 sektorów obrony, z 79 pozycjami obronnymi. Brytyjski historyk i dziennikarz Thomas de Waal stwierdza, że wydarzenia te „zostały nazwane zarówno buntem, jak i bohaterskim aktem oporu Ormian przeciwko rządowi, który zamierzał ich zabić” i „zawierały elementy obu [tych zjawisk]”.

Siły
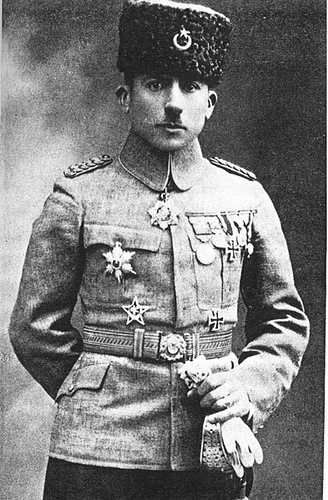
Rafael de Nogales Méndez, wenezuelski oficer, który służył w armii osmańskiej i brał udział w oblężeniu Wanu
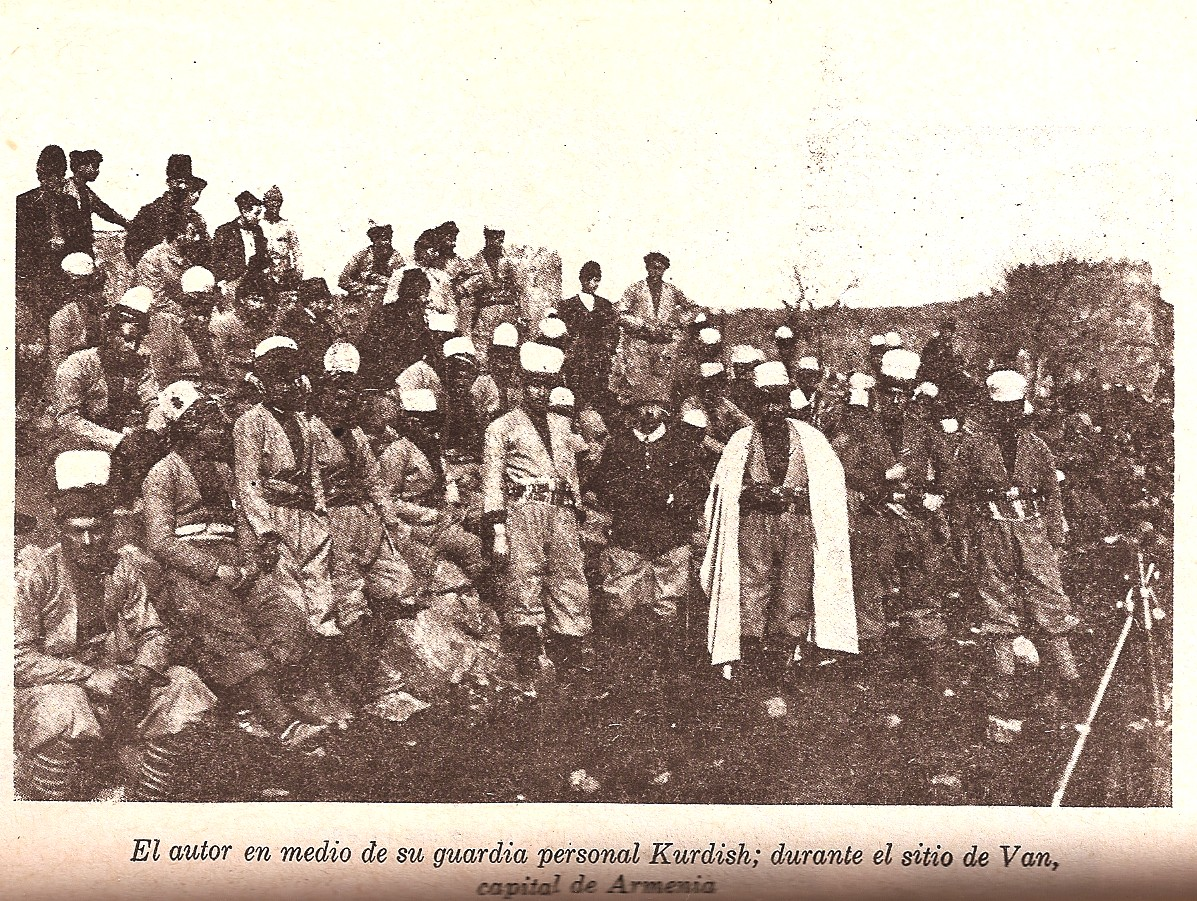
Rafael de Nogales Méndez ze swoim kurdyjskim ochroniarzem podczas oblężenia Wanu
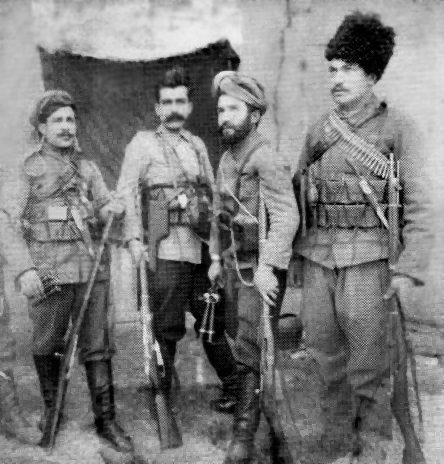
Liderzy Armeńskiej Federacji Rewolucyjnej, od lewej do prawej: Harutjun, Aram Manukian, Nikoghajos Poghos Mikaelian (ps. Iszkan) oraz Sogho
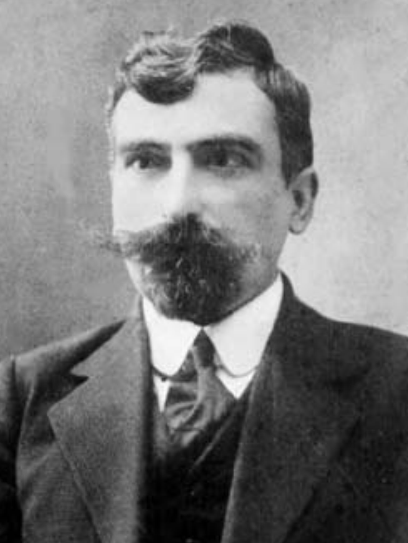
Aram Manukian był liderem Ormian podczas obrony Wan. Został później namiestnikiem prowincji w czasie rosyjskiej okupacji

## Przebieg wydarzeń
Ważną zmianą na wyższych stanowiskach urzędniczych mającą wpływ na wydarzenia w Wanie było przeniesienie gubernatora Hasana Tahsina Paszy do Erzurumu w 1914 roku i zastąpienie go na tym stanowisku przez Djewdet Beja. Djewdet Bej był szwagrem Enwera Paszy, a towarzyszył mu Rafael de Nogales Méndez. De Nogales został wyznaczony za zgodą niemieckiego oficera służącego w dowództwie 3 Armii do nadzorowania jednostek żandarmerii osmańskiej pod rządami nowego gubernatora. Tymczasem ormiańskimi przywódcami w mieście byli Aram Manukian, przywódca regionalnego oddziału partii Armeńskiej Federacji Rewolucyjnej, Armenak Jekarian z szeregów armenakanów, Nikoghajos Poghos Mikaelian (ps. Iszkan), członek AFR oraz Arszak Wramian, deputowany do osmańskiego parlamentu z Wanu i dawny kolega z klasy Djewdeta.

### Rządy Djewdet Beja
W lipcu 1914 roku Arszak Wramian, zastępca gubernatora prowincji Wanu, uczestniczył w negocjacjach z młodotureckim Komitetem Jedności i Postępu jako łącznik na kongresie ormiańskim w Erzurumie. Publicznie ogłoszonym postulatem kongresu było rzekome „pokojowe wspieranie ormiańskich żądań za pomocą legalnych środków”. Źródła ormiańskie podają, że lokalni przywódcy ormiańscy Manukian, Wramian, Mikaelian i Jekarian wezwali Ormian w Wanie do pozostania lojalnymi wobec rządu osmańskiego i nie zaogniania sytuacji. Komitet Jedności i Postępu uznał jednak kongres ormiański za podłoże do podjęcia decyzji o powstaniu ormiańskim, którego obawiali się Turcy. Edward J. Erickson, przebywający na miejscu emerytowany oficer armii amerykańskiej, doszedł do wniosku, że po tym spotkaniu Komitet Jedności i Postępu był przekonany o silnych powiązaniach armeńsko-rosyjskich, przy czym Erickson przypuszczał, że te powiązania obejmowały szczegółowe plany odłączenia regionu od Imperium Osmańskiego. Później, we wrześniu 1914 roku, rozpoczęły się działania wojsk tureckich o charakterze policyjnym, które obejmowały poszukiwanie broni, amunicji i wywrotowej literatury. 20 października 1914 roku turecki 4 Rezerwowy Pułk Kawalerii, patrolujący Hasankale, podobno odkrył karabiny ukryte w ormiańskich domach. W tym okresie duża liczba uzbrojonych Ormian  patrolowała okolice Muşu, Bitlisu i Wanu. Erickson doszedł do wniosku, że „przed rozpoczęciem wojny nasiliły się oznaki potencjalnie niebezpiecznych zamiarów [miejscowej ludności], ponieważ władze znalazły bomby i broń ukryte w ormiańskich domach”. Z drugiej strony, Nogales był świadkiem, jak jednostki armii osmańskiej fotografowały własną broń i potem twierdziły, że karabiny zostały znalezione w ormiańskich domach i kościołach.
5 listopada 1914 roku rozpoczął się poważny atak Rosjan na linie obronne 3 Armii w prowincji Wan. Ta ofensywa skomplikowała tureckie postrzeganie ormiańskich zamiarów. Do 19 listopada Rosjanie rozpoczęli większe operacje w kierunku Saraju i Wanu. W listopadzie oddziały tureckiej żandarmerii, do tej pory podlegające pod prowincjonalny aparat bezpieczeństwa gubernatorów, przekazano pod tureckie dowództwo wojskowe. Ta zmiana obejmowała także jednostki dowodzone przez gubernatora Wanu. Dywizje kawalerii Żandarmerii Wanu i kawalerii rezerwy Wanu zostały przydzielone do 3 Armii. Dowództwo na Dywizją Żandarmerii Wanu objął mjr Ferid, podczas gdy gubernator Djewdet utrzymywał pod swoją komendą tylko niewielki kontyngent.
W grudniu 1914 roku Djewdet Bej wydał rozkazy, aby zabezpieczyć zachodnią część prowincji Wan, gdy siły osmańskie ruszyły, by rozpocząć kampanię perską. Negocjatorzy Komitetu Jedności i Postępu zostali wysłani do Erzurumu i Wanu, zanim Djewdet Bej opuścił miasto. Negocjatorzy ci i Djewdet Bej chcieli sprawdzić lojalność Ormian w Wanie. Po pierwszej próbie z kongresem ormiańskim chcieli jeszcze raz ustalić, czy zgodzą się na zorganizowanie powstania w rosyjskiej Armenii. Djewdet zażądał od Ormian zrekrutowania 4000 ochotników, zgodnie z planem poboru do armii osmańskiej. Ormianie odmówili. Dr. Clarence Ussher, misjonarz i przedstawiciel Stanów Zjednoczonych w Wanie stwierdził: „Było jasne, że celem Djewdeta stało się zabicie zdolnych do służby wojskowej mężczyzn, aby nie było komu się bronić, jak to zrobił w okolicznych wioskach pod pretekstem rewizji i przeszukań, które przekształciły się w masakry. Ormianie, aby zyskać na czasie, zaoferowali wysłanie 500 rekrutów, a za pozostałych mieli zapłacić kaucję”. Problem poboru Ormian został ponownie podniesiony, gdy Djewdet wrócił do miasta w kwietniu, podczas ormiańskiej Wielkanocy 1915 roku. Djewdet jeszcze raz poprosił Ormian o zrekrutowanie poborowych do budowy fortyfikacji osmańskich. Ussher zanotował wtedy: „Ormianie, którzy już praktycznie zdecydowali się oddać w służbę Djewdetowi cztery tysiące rekruta, których żądał, teraz nie odważyli się tego zrobić, ponieważ byli przekonani, że zamierza on ich wszystkich zabić”. Ostatecznie Djewdet nie zrekrutował w mieście Wan ani jednego poborowego.
W perskim Azerbejdżanie była duża populacja chrześcijan, głównie Ormian i Asyryjczyków. Wielu z nich uciekło wraz z wycofującą się armią rosyjską podczas zimowej wędrówki do granicznego miasta Dziulfa. Ci, którzy pozostali, przeżyli okres grabieży i masakr; wiele wiosek zostało splądrowanych i zniszczonych. Po nieudanej kampanii prowadzonej przez Djewdet Beja mającej na celu zdobycie Choju, 160 kilometrów na północny zachód od Tabrizu, nakazał on zabicie około 800 osób – głównie starszych mężczyzn, kobiet i dzieci – w dystrykcie Salmas (na północny wschód od jeziora Urmiah) na początku marca.
25 lutego 1915 roku 3 Armia i wszystkie dowództwa żandarmerii, w tym Żandarmeria Wanu, otrzymały dyrektywę nr 8682 zatytułowaną „Zwiększone środki ostrożności”. W dyrektywie tej odnotowano nasiloną aktywność bojówek ormiańskich w Bitlisie, Aleppo, Dörtyulu i Kayseri oraz zidentyfikowano wpływy i działania Rosji oraz Francji na tych obszarach. Dywizja Operacyjna nakazała, aby 3 i 4 Armia zwiększyły nadzór nad ludności cywilną i środki bezpieczeństwa. Dla kontrastu z tą dyrektywą, Felix Guse, dowódca 3 Armii, napisał, że nie ma dowodów na to, iż Ormianie planowali lub mieli zamiar wywołać powstanie powszechne.
23 marca 1915 roku 1 Korpus Ekspedycyjny przybył w okolice Wanu, a później przebywał na południe od miasta podczas powstania.

### Wczesne starcia, kwiecień 1915

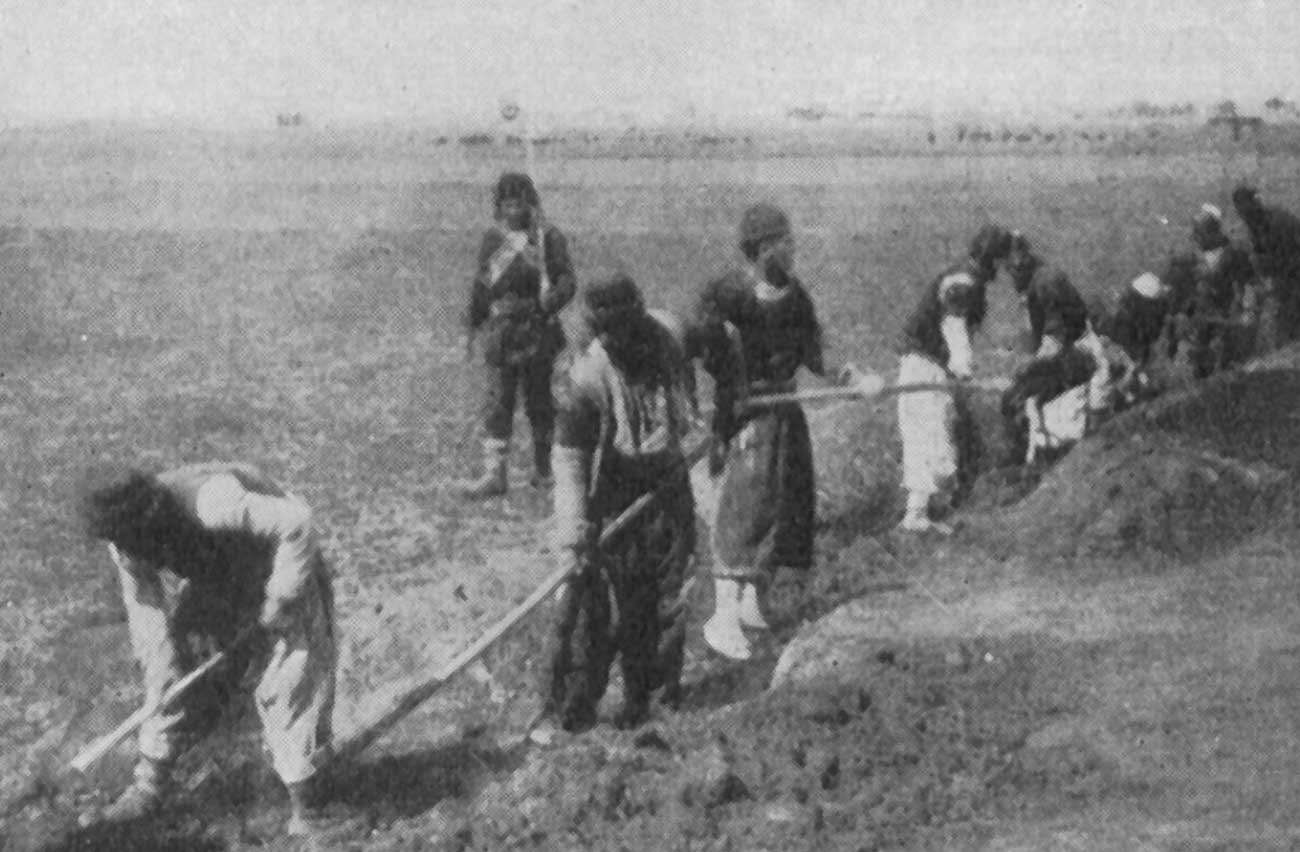
Ormianie kopiący okopy

Przed wybuchem powstania w Wanie obserwatorzy z państw neutralnych zgłaszali zabójstwa ormiańskich mężczyzn w regionie Wan. Ekstremizm Djewdeta wobec Ormian był bardziej otwarty: „Człowiek o niebezpiecznie nieprzewidywalnych nastrojach, w jednej chwili przyjacielski, w następnej zaciekle wrogi, zdolny do zdradzieckiej brutalności”, jak opisał go historyk Christopher Walker, zasłużył na przydomek „Nalband Bej” (po turecku Pan Kowal) po zbrodniach popełnionych w Başkale, w czasie których przybijał podkowy do stóp swoich ofiar. Po powrocie do Wanu Djewdet „pod pretekstem poszukiwania broni zapoczątkował terror w odległych wioskach prowincji”. W czasie tych działań żandarmeria osmańska zabiła wielu Ormian. W międzyczasie ormiańscy przywódcy w Wanie próbowali przekonać swój lud do niestawiania czynnego oporu: „Lepsze jest spalenie niektórych wiosek i pozostawienie tego bez odpowiedzi niż danie muzułmanom najmniejszego pretekstu do masakry”. Jednak w tym samym czasie pojawiły się również doniesienia o karaniu przez Turków żołnierzy kurdyjskich odpowiedzialnych za szczególnie brutalne morderstwa.
Według Usshera „niektóre z zasad [ormiańskich obrońców Wanu] brzmiały: «Utrzymuj czystość; nie pij; mów prawdę; nie obrażaj religii wroga»”. W tym czasie wciąż trwały masakry pod pretekstem rewizji broni. Później, ku złości Djewdeta, Ormianie zaatakowali patrol osmański. Zaniepokojeni Ormianie w Wanie poprosili dr. Clarence'a Usshera o mediację pomiędzy nimi a Djewdetem. W odpowiedzi na to Djewdet próbował naruszyć immunitet dyplomatyczny kompleksu Usshera, próbując obsadzić tam 50 osmańskich żołnierzy. Ussher zrozumiał wtedy, że próby mediacji byłyby daremne. Jednak ówczesne raporty wskazywały również, że Ormianie zaczęli gromadzić ochotników do zorganizowanej obrony.

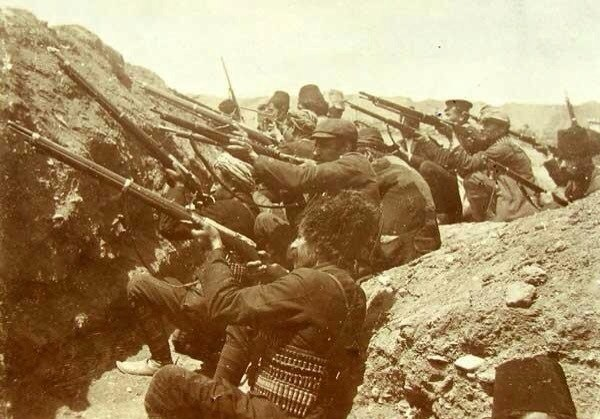
Ormianie w okopach w czasie obrony Wanu

15 kwietnia Ormianie zmobilizowali siły w Erciş (Ardjisz) przez żandarmerię. Wcześniej poborcy podatkowi w towarzystwie żandarmerii udali się do północnej części prowincji Wan, aby policzyć owce, według których ustalano stawki podatkowe dla mieszkańców wioski. Erciş był jednostką administracyjną z 80 ormiańskimi wioskami na północ od Wanu. Poborca podatkowy przeczytał zarządzenie sułtana dotyczące obliczania wartości podatku. Doszło do nieporozumień pomiędzy wieśniakami, a poborcą podatkowym. Nieporozumienie przerodziło się w konflikt i rozszerzyło na oddział żandarmerii w Banacie, docierając stamtąd do innych ośrodków. Przemoc na wsi osiągnęła szczyt 19 kwietnia, kiedy 2500 mężczyzn w Erciş zostało zabitych w ciągu jednego dnia.

Początkowe pozycje obrońców

17 kwietnia Djewdet rozkazał swoim batalionom zneutralizować Çatak. Mające problemy z dyscypliną oddziały osmańskie nie wykonały jednak rozkazu i zamiast tego zaatakowały ormiańskie wioski położone bliżej Wanu. Tego samego dnia aresztowano Arszaka Wramiana. W połowie kwietnia wywieziono ormiańskiego nauczyciela z Çatak, odbyła się wówczas lokalna demonstracja z żądaniem jego uwolnienia. Kilku wybitnych Ormian, na czele z Nikoghajosem Poghosem Mikaelianem (ps. Iszkan), przybyło do tego miasta na prośbę Djewdeta. Mikaelian i inni prominentni Ormianie zostali zatrzymani w połowie drogi z Wanu do Çataku w miejscowości Hirj i zamordowani 17 kwietnia. Spośród trzech przywódców Ormiańskiego Frontu Rewolucyjnego uciekł tylko Aram Manugian. Djewdet podjął również działania przeciwko przywódcom Frontu w Wanie. Dla ruchu oporu był to znak, że miasto nie jest bezpieczne. Uważa się, że Djewdet myślał, iż zabijając przywódców partii ormiańskich, zniszczy spójność oporu Ormian. Minister spraw wewnętrznych Mehmet Talaat rozkazem z 24 kwietnia (zwanym przez Ormian Czerwoną Niedzielą) zażądał aresztowania przywódców społeczności ormiańskiej w Konstantynopolu i innych ośrodkach. Przetrzymywano ich w dwóch obozach odosobnienia pod Ankarą. Arszak Wramian został wysłany do stolicy ze strażnikiem i podobno zginął po drodze.

### Oblężenie miasta, kwiecień – maj 1915
20 kwietnia żołnierze osmańscy pojmali Ormiankę, która chciała wejść do miasta. Dwóch Ormian, którzy przybyli jej z pomocą, zostało zastrzelonych. Ormianie w akcie zemsty zaatakowali patrol osmański ku złości Djewdeta. Ten akt doprowadził osmańskie siły zbrojne do otwarcia ognia artyleryjskiego w kierunku ormiańskich dzielnic miasta, po czym przystąpiono do oblężenia. Ta część miasta nosiła nazwę „zachodniego ogrodu miejskiego”.

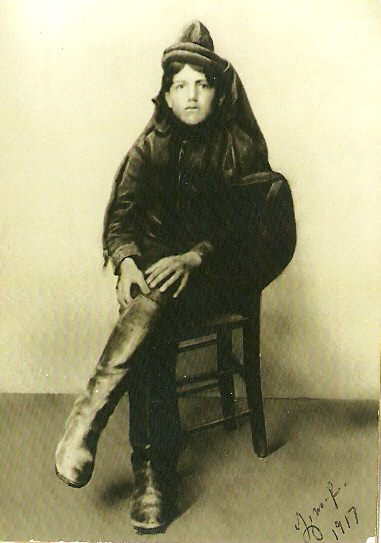
Chłopiec na posyłki z Wanie, który służył Aramowi Manukianowi w czasie powstania, zdjęcie z 1917 roku

Ormiańska samoobrona walczyła w dwóch odosobnionych od siebie miejscach w mieście Wan: na „Starym Mieście” (dzielnica Kale) oraz w „Mieście Ogrodów” (Ajgestan). Obrona „Miasta Ogrodów” składała się z serii potyczek w dzielnicach armeńskiej i muzułmańskiej. Obie strony miały ufortyfikowane budynki i okopy po przeciwnej stronie miasta. Pierwsza linia obrony została utrzymywana przez ormiańską samoobronę przez cały okres obrony miasta. W ramach wypadu Ormianie zaatakowali również pobliskie koszary tureckie, ale poza tym nie podjęli zbyt wielu działań ofensywnych. Chociaż osmańska artyleria była nieliczna i w dużej mierze nieskuteczna, Turcy mieli przewagę liczebną i więcej broni osobistej. 25 kwietnia pierwsza niewielka grupa uchodźców ze wsi przybyła do miasta drogą do Szuszanc, która była osłaniana przez ormiańskich powstańców.
Ormiańscy obrońcy Wanu, pod przywództwem Arama Manukiana, utworzyli lokalny rząd tymczasowy zajmujący się obroną, zaopatrzeniem, administracją i stosunkami zagranicznymi, aby zapewnić poszanowanie neutralności zagranicznego mienia. Wyznaczono sędziów, policję i pracowników służby zdrowia. Wkrótce stało się pilne wysłanie posłańca, który poinformowałby Rosjan o wydarzeniach. Wysłano kilku posłańców z wiadomościami wszytymi w ich szaty i dwunastu z nich przeszło.

Miasto Wan podczas powstania
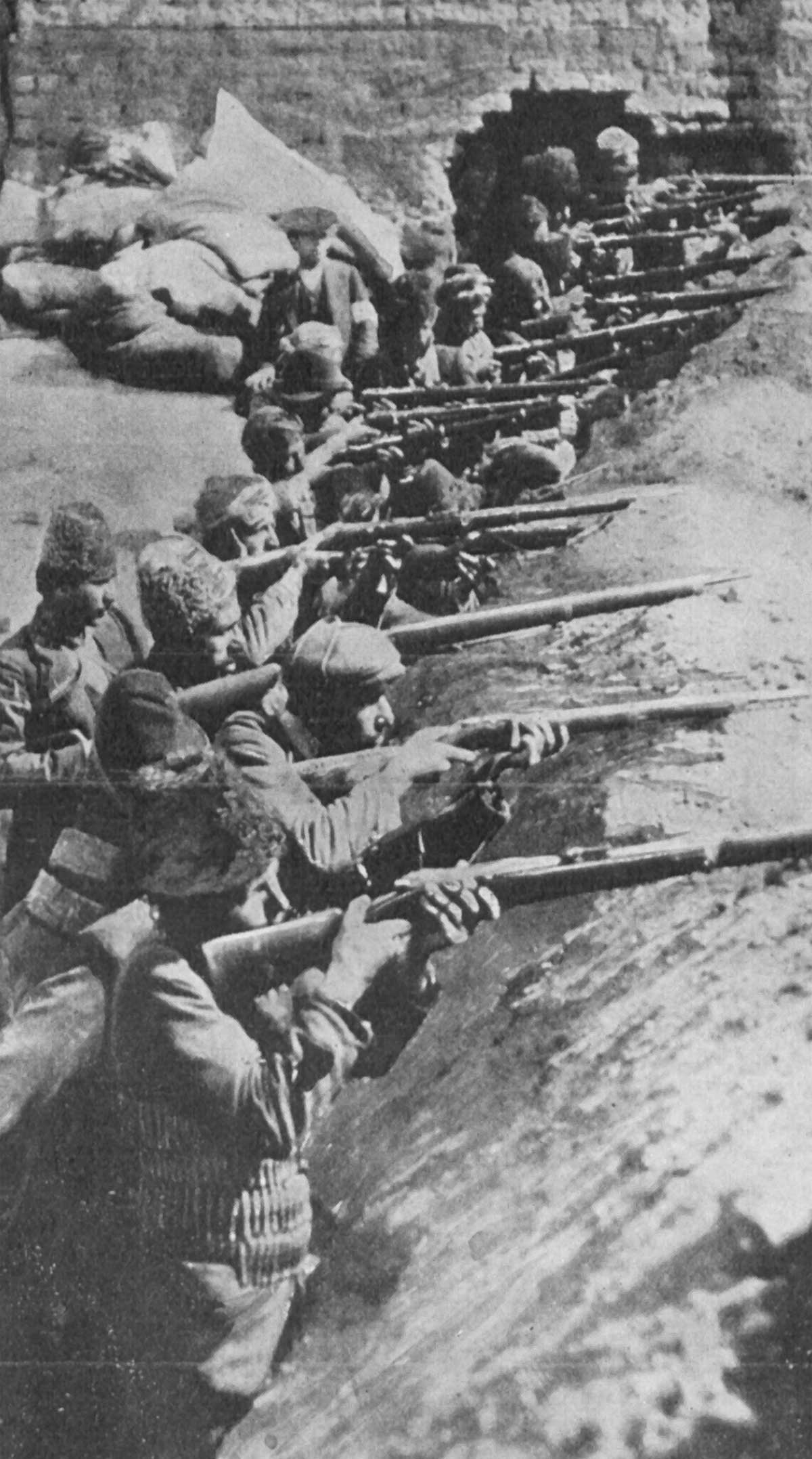
Linia obrony na „Starym Mieście”, Twierdza Wan
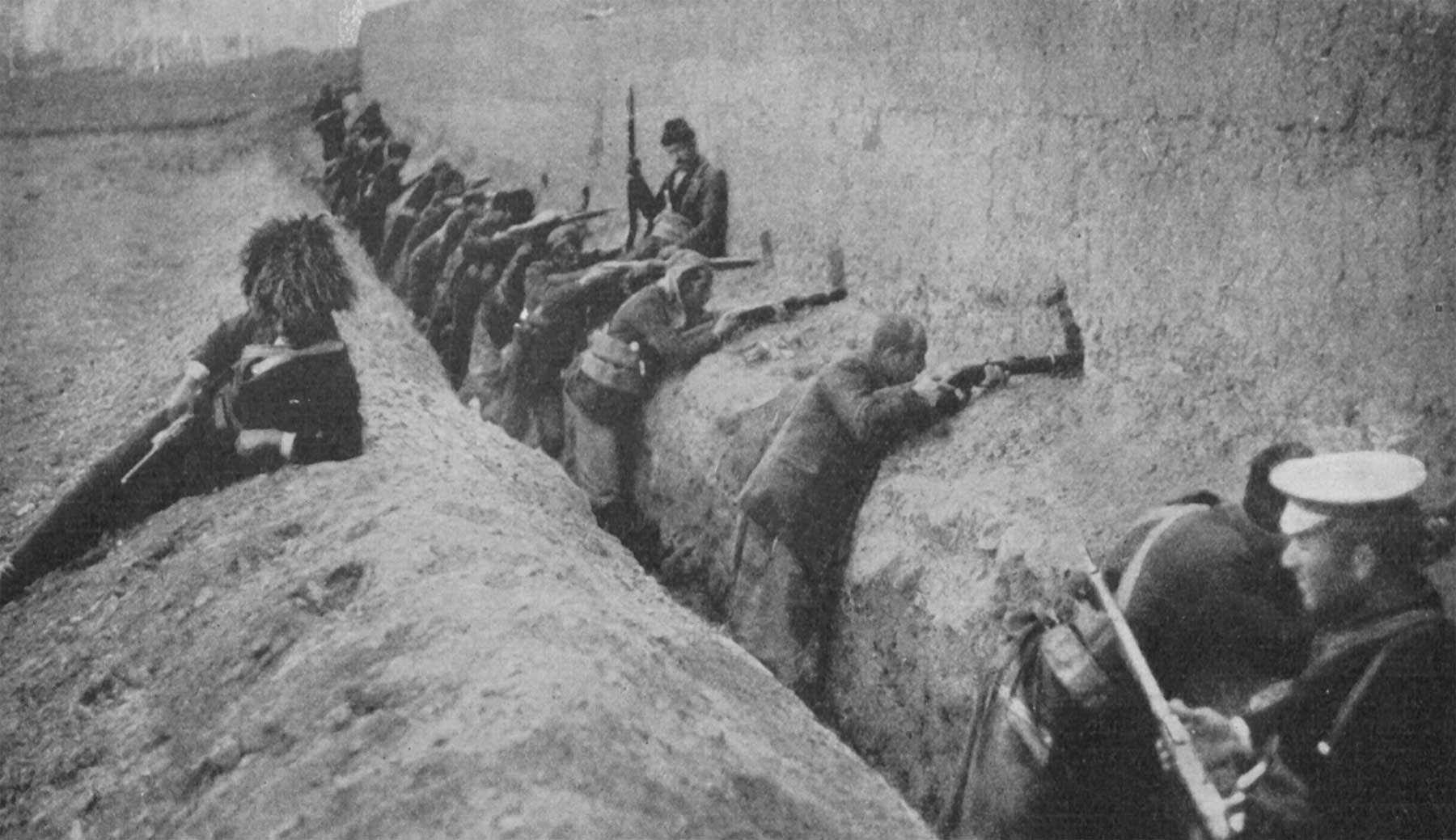
Ormianie broniący okopów przed kompleksem misji dr. Usshera
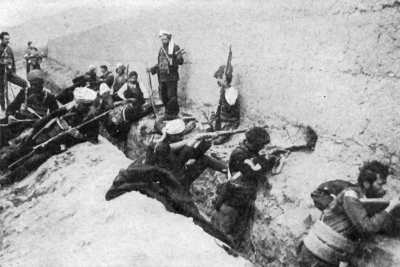
Grupa ormiańskich obrońców przy murach miejskich
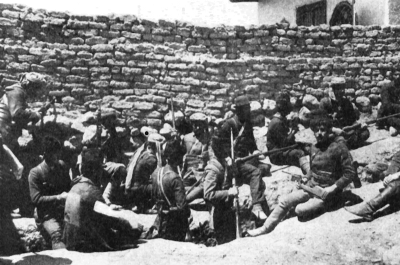
Inna grupa ormiańskich obrońców przy murach miejskich
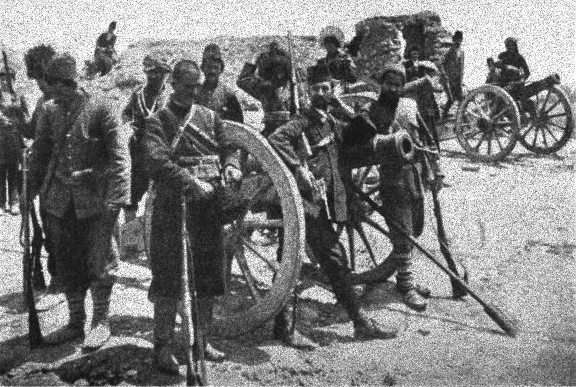
Tureckie działa zdobyte przez Ormian

### Rosyjska odsiecz, maj 1915

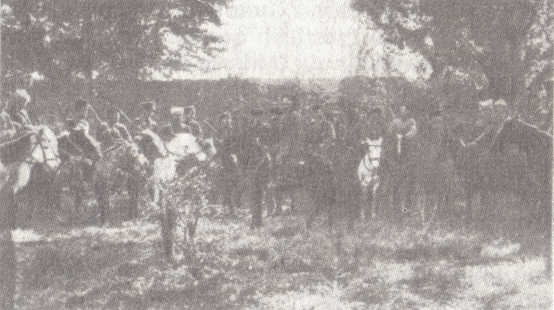
17 maja rosyjska kawaleria i oddział ormiańskich ochotników w armii rosyjskiej przybył, aby odciążyć obrońców Wanu

28 kwietnia rosyjski generał Nikołaj Judenicz rozkazał 2 Zabajkalskiej Brygadzie Kozaków pod dowództwem gen. Truchina i ormiańskiej brygady ochotniczej dowodzonej przez Sargisa Mehrabiana, aby wymaszerowały z Erywania w kierunku Wanu. Jeden z dwunastu wysłanych ormiańskich posłańców dotarł do Persji. 8 maja wysłano także ormiańską jednostkę ochotniczą pod komendą Andranika Ozaniana oraz dywizję dowodzoną przez oficera o nazwisku Czernorojal z Persji.
30 kwietnia liczba uchodźców w mieście osiągnęła 15 000, przy czym większość uchodźców uciekła ze wsi, gdy zaczęli napływać do miasta. Ormian w Wanie było wtedy 30 000 mieszkańców i 15 000 uchodźców na obszarze około jednego kilometra kwadratowego dzielnicy ormiańskiej i przedmieść Egestanu. Djewdet pozwolił ocalałym Ormianom z okolicznych wiosek na wejście do miasta przez swoje linie. Badacze uważają, że to posunięcie miało na celu wzięcie obrońców głodem poprzez zmuszenie ich do dzielenia żywności pomiędzy większą liczbę osób. Po łatwym odparciu pierwszych ataków siły ormiańskie miały coraz większe problemy z zaopatrzeniem w amunicję. Ormianie używali wszelkiego rodzaju podstępów, aby skłonić wroga do otwarcia ognia i zmusić go również do zużycia amunicji. Ich własna produkcja naboi osiągnęła 2000 sztuk dziennie. Obrońcy skonstruowali również prowizoryczne moździerze i wznieśli barykady, a do obrony używali wszystkiego, co mogli znaleźć, w tym broni białej i każdego przedmiotu, który jakkolwiek nadawał się do walki.

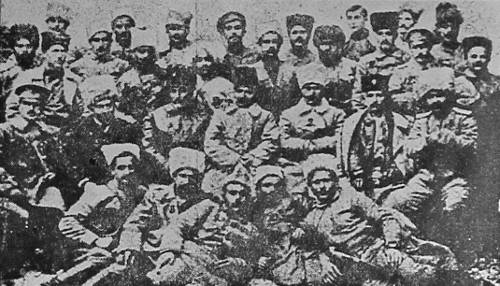
Generałowie Andranik Ozanian i Armenak Jekarian z grupą obrońców Wanu

6 maja rozpoczęła się wielka rosyjska ofensywa na Anatolię. Osmańskie linie obronne były obsadzone przez X i XI Korpus oraz 5 Korpus Ekspedycyjny na północnej flance znajdującej się za prowincją Wan. Również północna flanka rosyjskiego natarcia, z doliny Tortum w kierunku Erzurumu, nie była częścią operacji w Wanie. Jednak w ramach tej rosyjskiej ofensywy, osmański 1 Korpus Ekspedycyjny i Brygada Kawalerii Wan zostały wyparte ze swoich początkowych pozycji przez rosyjskich żołnierzy i armeńskich ochotników zmierzających w kierunku miasta Wan. 12 maja miasto Erciş na północy prowincji Wan zostało zajęte przez Rosjan. Djewdet odesłał jedną armatę i 200 żołnierzy z miasta Wan, aby stawili czoła tej grupie w Bargiri (Muradiye). Było to jednak posunięcie zbyt późne i stanowczo zbyt słabe, aby zatrzymać ofensywę wroga na tę skalę. 6 maja starcia wokół cytadeli Wan (w dzielnicy Kale) dobiegły końca.

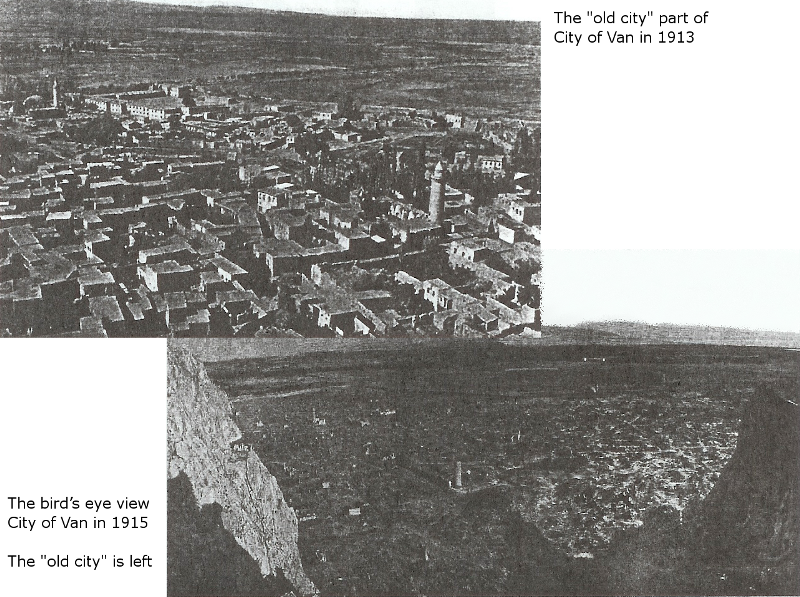
Widok miasta z lotu ptaka w 1913 i 1915 roku, dobre widoczna różnica w stanie zabudowań sprzed i po bitwie

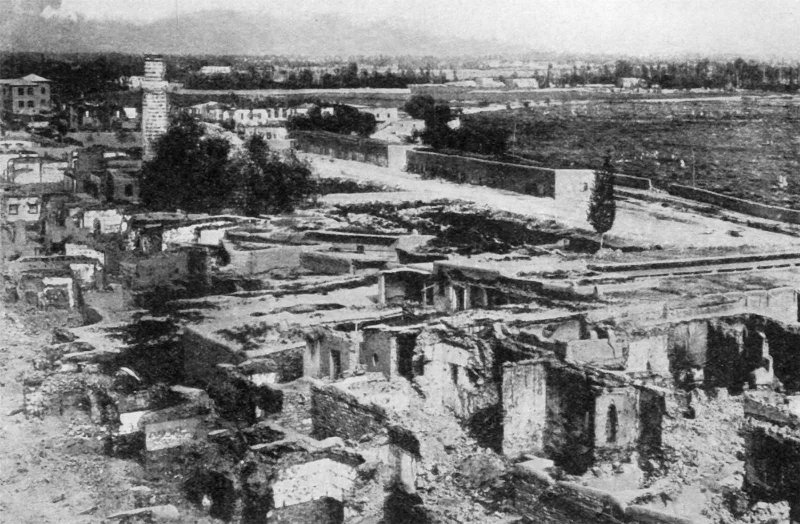
Wan w 1915 roku, widocznie rozległe zniszczenia zabudowy

Wieczorem 14 maja wypłynęła grupa statków wypełnionych tureckimi kobietami i dziećmi ewakuującymi się z zagrożonego regionu Wan. Następnego dnia przybyły kolejne statki. 16 maja osmański ostrzał z użyciem 46 pocisków osłonił odwrót jednostek tureckich spod miasta. W tym samym czasie pojawiały się doniesienia o śmierci do 6000 Ormian w Wanie. Według raportów „The New York Timesa” z kwietnia–czerwca 1915 roku masakry i walki z Ormianami przypisywano raczej kurdyjskim siłom pomocniczym niż jednostkom tureckim. Djewdet opuścił miasto w nocy z 16 na 17 maja i wycofał się w kierunku Başkale, dołączając do 1 Korpusu Ekspedycyjnego pod dowództwem gen. por. Halila Kuta.
17 maja ormiańskie siły samoobrony oficjalnie przejęły kontrolę nad miastem. W tym samym czasie przednia straż wojsk rosyjskich, która od 11 maja zepchnęła osmańską 1 i 3 Brygadę Kawalerii z miasta Manzikert, dotarła do północnego obszaru prowincji i brzegów jeziora Wan, a nieregularne oddziały rosyjskie działające w samym mieście zepchnęły siły osmańskie daleko na południe od miasta Wan. Te wycofujące się wojska osmańskie doświadczały braków zaopatrzeniowych spowodowanych zakłóceniami linii komunikacyjnych. Wkrótce ruszyły za nimi regularne siły rosyjskie.
Według Usshera 18 maja grupa wysłana z Persji dotarła do miasta Wan. Do 20 maja główne ośrodki prowincji Wan zostały zajęte przez Rosjan. 23 maja 1915 roku oddział rosyjskich żołnierzy zajął miasto Wan, przynosząc w ten sposób niecierpliwie oczekiwaną pomoc Ormianom, oblężonym do niedawna przez Turków. Jednak Rosjanie byli zajęci ciągłą walką na froncie i nie kontrolowali sytuacji na wsi. Jedynymi pozostałymi tam siłami była ormiańska samoobrona. 2 Zabajkalska Brygada Kozaków gen. Truchina dotarła do Beghrikale dopiero 24 maja. 2 Kaukaska Brygada Strzelców gen. Nazarbekiana otrzymała rozkaz wsparcia Truchina, który był w Başkale 7 maja. 31 maja Truchin wkroczył do miasta. Tego samego dnia patrole wojsk Truchina i przednia straż sił Nazarbekiana nawiązały ze sobą kontakt pomiędzy Wanem i Hoszapem.
Gen. Judenicz otrzymał klucze do miasta i cytadeli po swoim przybyciu. Zatwierdził tymczasowy rząd ormiański. Aram Manukian został mianowany gubernatorem prowincji Wan, zaś Armenakis Jekarian został szefem policji. Walki przesunęły się dalej na zachód przez resztę lata, a miasto Wan było przez ten czas bezpieczne. Po przybyciu Rosjan Osmanowie wycofali się na zachód od jeziora Wan w kierunku Bitlisu.

## Następstwa

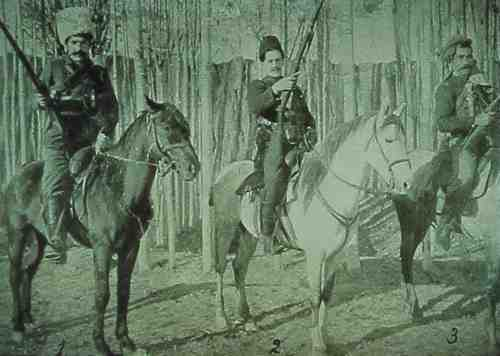
Kawaleria ormiańska

Przez cały czerwiec i lipiec, gdy siły tureckie i rosyjskie walczyły na północy prowincji Wan, tysiące Ormian z Muş i innych sąsiednich prowincji zaczęło napływać do miasta Wan. Pod koniec lata w mieście tłoczyło się aż 250 000 Ormian. Były wśród nich także niedoszłe ofiary ludobósjtwa, które odrywały się od tureckich kolumn deportacyjnych, gdy mijali okolice prowincji w drodze do Mosulu. Przed kryzysem miasto Wan było zamieszkanie przez nie więcej niż 50 000 ludzi.
5 czerwca na północnym brzegu jeziora Wan nie było już sił osmańskich. Rosjanie, posuwając się po liniach na północ od jeziora Wan, przemieszczali się dalej na zachód w kierunku tureckiego miasta Muş. W ramach tego nowego uderzenia armia rosyjska przerzuciła siły z prowincji Wan wokół północnej strony jeziora Wan do miasta Manzikert z zamiarem rozpoczęcia nowej ofensywy na Anatolię w kierunku Muş. Straty poniesione przez osmańską 3 Armię podczas poprzedniej zimowej ofensywy Enwera Paszy spowodowały, że na południowej flance tureckiego frontu na Kaukazie pojawił się występ, które stworzyły początkową okazję dla sił rosyjskich. Jednak ta okazja okazała się krótka i już sześć tygodni później siły rosyjskie zostały zmuszone do odwrotu, który mógł mieć poważne konsekwencje dla ludności ormiańskiej w mieście Wan.
11 lipca, podczas przegrupowania sił tureckich, prowincja Wan została przekazana XIII Korpusowi 3 Armii (Sağ Cenah Grubu) wraz z innymi południowymi prowincjami. Gen. mjr Abdulkerim Pasza został wyznaczony jako dowódca, a Enwer Pasza rozkazał tej formacji, aby była niezależną jednostką operacyjną 3 Armii. Abdulkerim Pasza zdołał powstrzymać rosyjskie natarcie do 16 lipca.

### Pierwsza ewakuacja, lipiec 1915

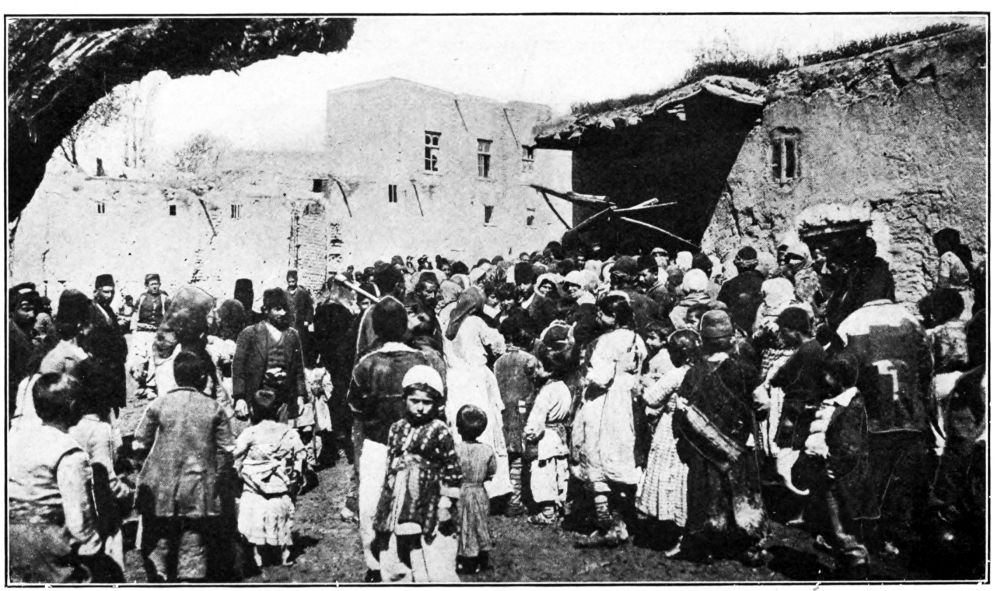
Ormiańscy uchodźcy w Wanie

16 lipca armia osmańska, której udao się zgromadzić więcej sił niż Rosjanom, udaremniła planowaną ofensywę rosyjską i odepchnęła Rosjan w bitwie pod Manzikertem (10–26 lipca 1915), zdobywając miasto. Potem została stoczona bitwa pod Kara Killisse, podczas której Rosjanie odzyskali Manzikert. W wyniku zapotrzebowania sił do operacji na północ od jeziora Wan Rosjanie ewakuowali pozostałe siły bojowe z miasta Wan. Armen Garo i jego asystent Checzo poprosili gen. Abacjewa o zezwolenie Ormianom z rejonu Wan na przejście z armią rosyjską w kierunku Iğdıru. Prośba została odrzucona na tej podstawie, że przemieszczanie się strategicznie ważnych transportów armii rosyjskiej będzie opóźnione, jeśli drogi zostaną zablokowane przez uchodźców. Przez osiem dni z rzędu w lipcu gen. Aleksandr Nikołajew utrzymywał ormiańskich przywódców w bezczynności, zapewniając ich, że pod żadnym pozorem nie wycofa się, a zatem ewakuowanie ludności jest zupełnie niepotrzebne.
18 lipca gen. Nikołajew wysłał depeszę do Arama Manukiana i Sargisa Mehrabiana w celu zarządzenia ewakuacji. Gen. Trochin był w tym czasie w mieście. Zaproponował ewakuację ludności ormiańskiej do Rosji przez północne korytarze. Jednak już po pięciu godzinach sam otrzymał rozkaz, aby opuścić miasto i ewakuował się przez Persję. To pozostawiło ponownie ochotników ormiańskich jako jedynych obrońców miasta. Jak piszą państwo Shaw: „Panika była nie do opisania. Po długim oporze wobec Djewdet Beja, po wyzwoleniu miasta, po ustanowieniu gubernatora ormiańskiego, wszystko zostało zniweczone”. Ormiańskie siły samoobrony zwróciły teraz na siebie uwagę czterech dywizji osmańskich i dziesiątek tysięcy Kurdów podczas odwrotu. Bataliony ochotników ormiańskich nie brały czynnego udziału w walkach lipcowych. Podejmowały ciężkie zadania jako straż tylna armii rosyjskiej i uchodźców ormiańskich w prowincji Wan.

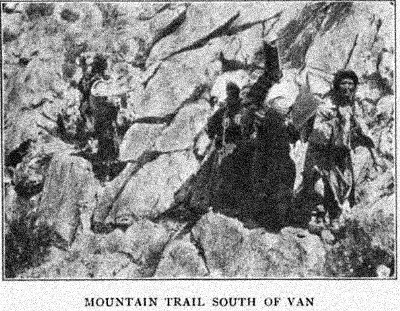
Ormiańscy uchodźcy na przełęczy Beghrikale

4 sierpnia siły rosyjskie stacjonujące w Wanie wyszły w kierunku Persji i zajęły pozycje obronne w dystryktach Bargiri, Saraj i Hoszap w prowincji Wan. Grupa uchodźców podążająca za wojskami rosyjskimi została zatrzymana przez siły kurdyjskie podczas przekraczania górskich przełęczy na północ od przełęczy Beghrikale. Na przełęczy Berkri Kale ormiańscy uchodźcy ponieśli poważne straty. Uchodźcom, którzy dotarli na drugą stronę, pomagały ormiańskie agencje pomocy. 5 sierpnia siły rosyjskie, które wyruszyły w kierunku rosyjskiego Kaukazu z Wanu, wycofały się na 20 km w głąb terytorium Rosji, a następnie odwrót wojsk rosyjskich nastąpił po prawej stronie frontu. Abdülkerim Pasza zwrócił się wcześniej o pozwolenie, zanim opuścił prowincję Wan, aby wkroczyć na terytorium Rosji. Enwer Pasza osobiście wydał rozkaz, aby zbliżyć się do Eleşkirt i Kara Kilise oraz oczyścić region przygraniczny ze wszystkich rosyjskich oddziałów.
Na początku sierpnia 1915 roku prawie 200 000 uchodźców uciekających za wycofującymi się siłami rosyjskimi rozlało się po całym Zakaukaziu. Ormianie opuścili Wan w dwóch głównych grupach; jedna grupa, która odeszła pod osłoną ormiańskich ochotników w rosyjskich mundurach; i druga grupa, która próbowała odejść na własną rękę. Prawie 150 000 Ormian zostało zmuszonych do pozostawienia całego swojego majątku i ucieczki w kierunku Erywania. Pomimo osłony ormiańskich ochotników, z ich grupy od 8 000 do 10 000 cywilów, mężczyzn, kobiet i dzieci zginęło w czasie odwrotu. Ponad 5000 uchodźców zostało zamordowanych w wyniku ataków miejscowych plemion na przejściach górskich. Łącznie ok. 40 000 Ormian poniosło śmierć podczas pierwszej fazy ucieczki z Wanu, z czego większość padła w kolumnach bez uzbrojonej ochrony. Dowódca ormiańskich oddziałów ochotniczych stwierdził później: „Gdyby rosyjski generał dał siedem lub osiem dni na zorganizowanie odwrotu, byłoby możliwe skierowanie uchodźców do Erywania bez utraty życia [choćby jednego z nich].
29 września armia osmańska opuściła miasto Wan po około miesiącu pobytu w nim. Odwrót osmański był wymuszony po klęskach poniesionych przez ich armie w innych regionach frontu kaukaskiego, a częściowo z powodu względnej izolacji Wanu od Anatolii w okresie I wojny światowej. 19 stycznia 1916 roku turecka klęska w bitwie pod Erzerum sprawiła, że siły rosyjskie ponownie skierowały się w stronę Erzurumu, miasta położonego w połowie drogi między jeziorem Wan a Morzem Czarnym. Prowincja Wan znajdowała się pod administracją rosyjską do 1918 roku. Starcia zbrojne pomiędzy 1916 a 1918 rokiem przesunęły się na zachód, na północny zachód w bitwie o Muş i na południowy zachód w bitwie pod Bitlisem w prowincji Wan.

### Ostateczna ewakuacja, kwiecień 1918

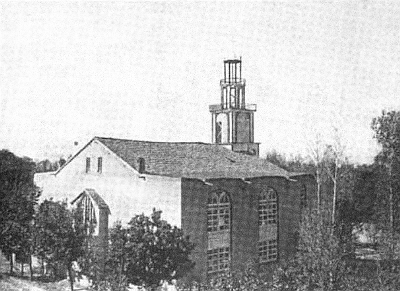
Ormiański kościół w Wanie w 1917 roku; stał się on kwaterą główną wojsk rosyjskich w mieście

Rewolucja październikowa 1917 roku ponownie zmieniła sytuację w regionie Wan. Wojska rosyjskie wskutek bolszewickiej propagandy zaczęły się rozpadać. Wan został całkowicie odcięty od wojsk Ententy. Armia brytyjska nie wyszła zbyt daleko poza Bagdad w kampanii mezopotamskiej. Ormianie z Wanu próbowali utrzymać swoje pozycje i dołączyli do sił obronnych miejscowych Asyryjczyków.
3 marca 1918 roku wielki wezyr Mehmet Talaat podpisał traktat brzeski z Rosyjską FSRS. Traktat przewidywał cofnięcie wojsk rosyjskich za przedwojenną granicę oraz oddanie miast Batum, Kars i Ardahan Imperium Osmańskiemu. Na początku 1918 roku turecka 3 Armia przeszła do ofensywy przeciwko Ormianom. Wehib Pasza przeprowadził ofensywę na trzech skrzydłach. Na prawym skrzydle prowincja Wan została przydzielona do IV Korpusu. Przydział IV Korpusu miał zostać rozszerzony na Bejazit. W kwietniu 1918 roku Ormianie z Wanu jeszcze raz stawili opór Turkom. 4 kwietnia miasto Wan kilkakrotnie przeszło z rąk do rąk. Armia osmańska ponownie przejęła kontrolę nad miastem Wan do 6 kwietnia, a następnie nad Bejazitem 14 kwietnia. Ormianie z Wanu zostali ostatecznie zmuszeni do ewakuacji i opuszczenia prowincji Wan. Wycofali się na wschód w kierunku perskiego Azerbejdżanu.
Stanęli blisko Dilmana. Kiedy już tam byli, odparli Osmanów w bitwie pod Dilmanem, ale po ponownym ataku zostali zmuszeni do odwrotu na południe wokół jeziora Urmiah. W pogoni za Ormianami z Wan i asyryjskimi góralami, osmańska 3 Armia starła się z Asyryjczykami nad jeziorem Urmiah, co uczyniło również z nich uchodźców i wypierając ich na południe w kierunku Mezopotamii.

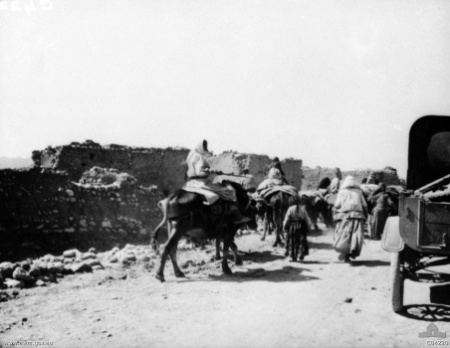
Ormianie z prowincji Wan przejeżdżający przez Ruz w drodze do obozu dla uchodźców w Bakubie

W lipcu 1918 roku armia brytyjska zajęła większą część Mezopotamii w dalszym toku kampanii mezopotamskiej, a także dużą część perskiego Azerbejdżanu podczas kampanii perskiej. Poczyniono przygotowania do założenia dużego obozu dla uchodźców ormiańskich i asyryjskich w pobliżu Bakuby w Iraku. W pierwszym tygodniu września 1918 roku wycofujący się Ormianie z Wanu przybyli do obozu dla uchodźców pod Bakubą w grupach po 1000 lub 2000 osób, drogami lądowymi i pociągami. Wielu z nich chorowało na czerwonkę, tyfus i nawracającą gorączkę, a wśród dzieci wybuchła mała epidemia ospy. Po drodze wielu uchodźców zmarło z powodu wyczerpania i głodu. Trwało to przez cały wrzesień i pierwszą połowę października, aż w sumie wpłynęło około 40 000 osób. Pod koniec września zdecydowano o powołaniu czterech batalionów spośród ormiańskich mężczyzn i wysłanie ich na linię indyjskiego batalionu piechoty. 2. batalion został utworzony przez Ormian z Wanu, 3. batalion przez Ormian z innych regionów. Naczelne dowództwo brytyjskich North Persian Force zdecydowało się rozmieścić 2. batalion wokół Senny, podczas gdy 3. batalion przesunęli do Bidżaru.
30 października 1918 roku Imperium Osmańskie podpisało rozejm w Mudros i wszelkie operacje wojskowe zakończyły się

## Rezultaty

### Raporty o samoobronie
Konsulaty Stanów Zjednoczonych, Niemiec i Austro-Węgier, a także wielu urzędników osmańskich, odnotowali i udokumentowali przyczyny powstania w Wanie: 

Opowiedziałem tę historię „rewolucji” w Wanie nie tylko dlatego, że wyznaczyła ona pierwszy etap w tej zorganizowanej próbie unicestwienia całego narodu, ale też dlatego, że te wydarzenia są zawsze przedstawiane przez Turków jako usprawiedliwienie ich kolejnych zbrodni. Jak opowiem, Enwer, Talaat i reszta, kiedy apelowałem do nich w imieniu Ormian, niezmiennie podawali „rewolucjonistów” z Wanu jako przykład ormiańskiej zdrady. Słynna „rewolucja”, jak pokazuje ten recital, była jedynie aktem determinacji Ormian, by ocalić honor ich kobiet i własne życie, po tym, jak Turcy, masakrując tysiące ich sąsiadów, pokazali im los, który ich czekał
 – Henry Morgenthau

15 kwietnia 1915 roku ambasador Niemiec w Konstantynopolu donosił: 

Ormianie porzucili swoje idee rewolucji od czasu wprowadzenia Konstytucji i nie ma prób organizacji takiej rewolty
 – Hans Freiherr von Wangenheim

Generał dywizji i wicemarszałek oraz austriacki attaché wojskowy przy Imperium Osmańskim: 

Powstanie w Wanie z pewnością było aktem desperacji. Miejscowi Ormianie zdawali sobie sprawę z tej ogólnej fali masakr przeciwko Ormianom, która już się zaczęła i wiedzieli, że oni będą następnym celem. Latem 1915 roku rząd turecki z nieuchronną konsekwencją wcielił w życie krwawy plan eksterminacji całego narodu
 – Józef Pomiankowski

Generalny gubernator Imperium Osmańskiego w Erzurumie, Tahsin Bej napisał, że: 

W Wanie nie było i nie mogło być powstania. Poprzez naszą stałą presję [na miejscową ludność] stworzyliśmy bałagan, z którego nie możemy już uciec, i postawiliśmy armię w trudnej sytuacji na Wschodzie

Elizabeth Barrows Ussher, chrześcijańska misjonarka i żona Clarence'a Usshera, zapasała z kolei: 

Chociaż gubernator nazywa to buntem, w rzeczywistości jest to próba ochrony życia i domów Ormian

Grace Knapp, inna chrześcijańska misjonarka, tak pisała o wydarzeniach w Wanie: 

Nie można zbyt mocno podkreślić, że nie było „buntu”. Jak już wspomniano, rewolucjoniści zamierzali zachować pokój, jeśli było to w ich mocy. Ale już od jakiegoś czasu linia tureckich okopów została potajemnie nakreślona wokół ormiańskiej dzielnicy Ogrodów. Rewolucjoniści, zdeterminowani, by sprzedać swoje życie tak drogo, jak to możliwe, przygotowali linię obronną

Urzędnik rządu tureckiego stwierdził: 

Śledziłem sprawę od jej źródła. Zapytałem mieszkańców i urzędników z Wanie, którzy byli w Diyarbakırze, czy jakiś muzułmanin został zabity przez Ormian w mieście Wan lub w całym wilajecie. Odpowiedzieli przecząco, mówiąc, że rząd nakazał ludności opuścić miasto przed przybyciem Rosjan i zanim ktokolwiek został zabity; ale jednocześnie Ormianie zostali wezwani do złożenia broni i tego nie zrobili, obawiając się ataku Kurdów, a także rządu; rząd zażądał ponadto, aby główni notable i przywódcy zostali wydani im jako zakładnicy, ale Ormianie nie zastosowali się do tego nakazu. Wszystko to miało miejsce podczas zbliżania się Rosjan do miasta Wan. Co do sąsiednich okręgów, władze zebrały Ormian i wypędziły ich w głąb kraju, gdzie wszyscy zostali wymordowani. Żaden urzędnik państwowy ani osoba prywatna, Turek czy Kurd, nie zginął
 – Faiz El-Ghusein

Ibrahim Awras, deputowany do parlamentu osmańskiego z Wanu, był w tym czasie w mieście i poinformował, że Komitet Jedności i Postępu potajemnie podburza ludność do ataków na Ormian.

### Straty

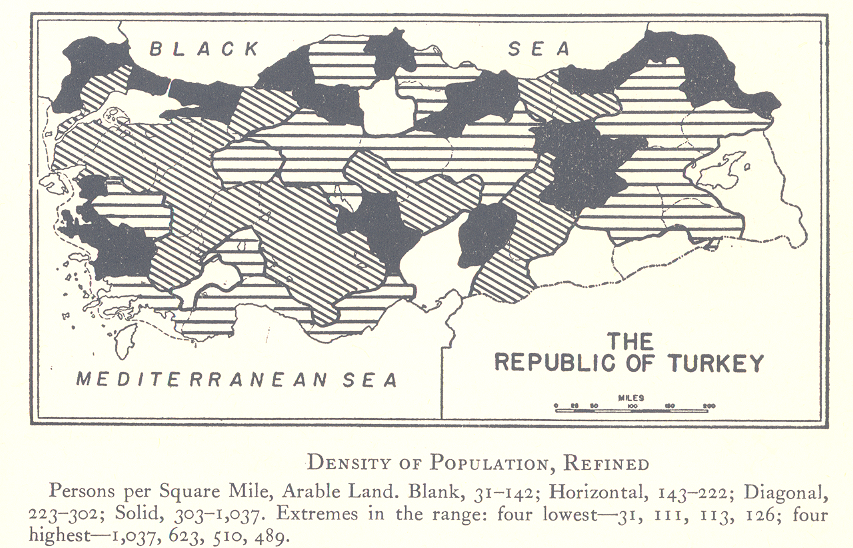
Pierwszy powojenny spis powszechny w Turcji przeprowadzono w 1927 roku. Gęstość zaludnienia prowincji Wan wykazała gwałtowny spadek w porównaniu z sąsiednimi prowincjami

15 maja 1915 roku rosyjski konsul w Wanie poinformował, że 6000 Ormian zostało zmasakrowanych w mieście, które było miejscem wielu podobnych zbrodni w ciągu ostatnich dwudziestu lat. Henry Morgenthau, odnosząc się do słów doktora Usshera, oświadczył, że „po wypędzeniu Turków, Rosjanie dokonali kremacji ciał Ormian, którzy zostali zamordowani w prowincji, w wyniku czego spalono 55 000 ciał”. Wydaje się, że nakazano systematyczną masakrę 25 000 Ormian w dystrykcie Baszkala, z których mniej niż 10 procent zdołało uciec. Chociaż uchodźcy ormiańscy byli w centrum uwagi mocarstw zachodnich i wszystkich organizacji humanitarnych, większość ormiańskich ofiar śmiertelnych nadal umierała w obozach dla uchodźców, gdzie na rosyjskim Kaukazie śmiertelność z powodu głodu i chorób sięgała nawet 300–400 osób dziennie, jak donosił brytyjski konsul w okolicy.

#### Zbrodnie
Większość zabójstw Ormian w prowincji Wan przypisywano Czerkiesom i Kurdom, chociaż niektóre doniesienia podają, że uczestniczyły w nich również wojska tureckie. Rafael de Nogales Méndez, wenezuelski oficer walczący dla Turków, pisze w swoich wspomnieniach, że urzędnicy osmańscy otrzymali rozkaz eksterminacji wszystkich ormiańskich mężczyzn w wieku 12 lat i starszych. Według Usshera, 19 kwietnia Djewdet wydał rozkaz dla całej prowincji Wan, który brzmiał: „Ormianie muszą zostać eksterminowani. Jeśli jakiś muzułmanin chroni chrześcijanina, najpierw spalony zostanie jego dom; potem chrześcijanin zabity na jego oczach, potem jego [muzułmańska] rodzina, a na końcu on sam”. Djewdet został później sądzony przed tureckim sądem wojennym w latach 1919–1920 w sprawie zbrodni wojennych przeciwko Ormianom popełnionych podczas operacji wokół miasta Wan wiosną 1915 roku.

## Odniesienia kulturowe
Obrona Wanu zajmuje ważne miejsce w tożsamości narodowej Ormian, ponieważ symbolizuje wolę oporu narodu przed ludobójstwem. Dla upamiętnienia obrońców w latach 70. XX wieku w sowieckiej Armenii w Agarakawanie powstał pomnik.
Film Ararat z 2002 roku, wyreżyserowany, napisany i wyprodukowany przez Atoma Egoyana, przestawia niektóre wydarzenia z obrony Wanu. Obraz zdobył kilka nagród filmowych. W 2016 weszła na ekrany międzynarodowa koprodukcja Przyrzeczenie (ang. The Promise), w której obrona Wanu jest jednym z ważniejszych wątków. Film został prawnie zakazany na terytorium Turcji.

### Wspomnienia
- H. H. Austin: The Baqubah Refugee Camp. London: The Faith Press, 1920. [dostęp 2021-02-06]. (ang.).
- Fâ'iz El-Ghusein: Martyred Armenia. London: Arthur Pearson, Ltd., 1917. (ang.).
- Avetoon Pesak Hacobian: Armenia and the War. London: Hodder and Stoughton, 1917. [dostęp 2021-02-06]. (ang.).
- Walter Hines: The World's Work. T. Volume XXXVII Novmber, 1918 to April, 1919. A History of Our Time. New York: Doubleday, Page & Co., 1919. (ang.).
- Rafael de Nogales Méndez: Four Years beneath the Crescent. London: Charles Scribner's Sons, 1926. ISBN 1-903656-19-2. (ang.).
- Dudley S. Northcote: Saving Forty Thousand Armenians. New York: New York Times Company, 1922. [dostęp 2021-02-06]. (ang.).
- Garegin Pasdermadjian, Aram Torossian: Why Armenia Should be Free: Armenia's Role in the Present War. Watertown, Massachusetts: Hairenik Publishing Company, 1918. [dostęp 2021-02-06]. (ang.).
- Clarence D. Ussher: An American Physician in Turkey. Boston: Houghton Mifflin, 1917. [dostęp 2021-02-06]. (ang.).

### Zbiory dokumentów
- Francis Whiting Halsey: History of the World War. Funk & Wagnalls, 1919. [dostęp 2021-02-06]. (ang.).
- The "Revolution" at Van. W: Henry Morgenthau: Ambassador Morgenthau's Story. New York: Doubleday, Page & Co, 1918. (ang.).
- Vilayet of Van. W: Arnold Joseph Toynbee, James Bryce: The Treatment of Armenians on the Ottoman Empire. Bathgate: Couston & Sons, 1916. (ang.).

### Opracowania
- A-Dō, Van 1915: The Great Events of Vasbouragan, London: Gomidas Institute, 2017, ISBN 978-1909382374 (ang.).
- Taner Akçam: İnsan Hakları ve Ermeni sorunu: İttihat ve Terakki'den Kurtuluş Savaşı'na. İstanbul: İmge Kitabevi, 1999. (tur.).
- Taner Akçam: A shameful act: the Armenian genocide and the question of Turkish responsibility. New York: Metropolitan Books/Holt, 2007. (ang.).
- William Edward David Allen, Paul Muratoff: Caucasian Battlefields: A History of the Wars on the Turco-Caucasian Border 1828–1921. Cambridge University Press, 2011. [dostęp 2021-02-06]. (ang.).
- Peter Balakian: The Burning Tigris: The Armenian Genocide and America's Response. Harper Collins, 2004. (ang.).
- John Otis Barrows: In the Land of Ararat: A Sketch of the Life of Mrs. Elizabeth Freeman Barrows Ussher, Missionary to Turkey and a Martyr of the Great War. Grand Rapids, Michigan: Fleming H. Revell, 1916. (ang.).
- Donald Bloxham: The Great Game of Genocide. Oxford University Press, 2005. (ang.).
- British Parliament, Blue Book, London 1916 (ang.).
- Micha Brumlik: Völkermord und Kriegsverbrechen in der ersten Hälfte des 20. Campus, 2004. (niem.).
- Viscount Bryce: The treatment of Armenians in the Ottoman Empire documents presented to Viscount Grey of Fallodon; laid before the Houses of Parliament as an official paper and now published by permission. Frankfurt, M.: Textor-Verl, 2008. ISBN 978-3938402153. (ang.).
- Justin McCarthy: Muslims and Minorities: The Population of Ottoman Anatolia and the End of the Empire. New York Univ Press, 1983. (ang.).
- Israel Charney: The Widening Circle of Genocide. W. W. Norton & Co, 1994. ISBN 1-4128-3965-3. [dostęp 2021-02-06]. (ang.).
- Vahakn Dadrian. The Armenian Question and the Wartime Fate of the Armenians as Documented by the Officials of the Ottoman Empire's World War I Allies: Germany and Austria-Hungary. „International Journal of Middle East Studies”. 34, s. 59–85, 2002. DOI: 10.1017/S0020743802001034. (ang.).
- Edward J. Erickson: Ordered to Die: A History of the Ottoman Army in the First World War. Greenwood, 2001. ISBN 978-0-313-31516-9. [dostęp 2021-02-06]. (ang.).
- David Gaunt: Massacres, Resistance, Protectors: Muslim-Christian Relations in Eastern Anatolia during World War I. Piscataway Township, New Jersey: Gorgias Press, 2006. ISBN 978-1593333010. (ang.).
- Martin Gilbert, Jay Winter: America and the Armenian Genocide of 1915. Cambridge: Cambridge University Press, 2004. ISBN 1-139-45018-2. (ang.).
- Wolfgang Gust, Sigrid Gust: The Armenian Genocide during the First World War. 2005. (ang.).
- Hayden Herrera: Arshile Gorky: His Life and Work. Macmillan, 2005. ISBN 1-46681708-9. (ang.).
- Eugene Hinterhoff: Illustrated Encyclopedia of World War I. T. IV. Persia: The Stepping Stone To India. New York: Marshall Cavendish, 1984. ISBN 0-86307-181-3. (ang.).
- Richard G. Hovannisian: Armenia on the Road to Independence, 1918. Berkeley, California: University of California Press, 1967. [dostęp 2021-02-06]. (ang.).
- Richard G. Hovannisian: The Armenian People from Ancient to Modern Times. T. II. Foreign Dominion to Statehood: The Fifteenth Century to the Twentieth Century. London: Palgrave, 1997. [dostęp 2021-02-06]. (ang.).
- Richard G. Hovannisian: Armenian Van/Vaspurakan. Costa Mesa, California: Mazda, 2000. ISBN 1-56859130-6. [dostęp 2021-02-06]. (ang.).
- Stefan Ihrig: Justifying Genocide: Germany and the Armenians from Bismarck to Hitler. Boston: Harvard University Press, 2016. ISBN 978-0-674-50479-0. (ang.).
- Raymond H. Kevorkian, Paul B Paboudjian: Les Arméniens dans l'Empire Ottoman à la vielle du génocide. ARHIS, 1992. (fr.).
- Richard Diran Kloian: The Armenian Genocide: First 20th century holocaust. San Francisco: San Francisco Bay Area Armenian Commemorative Committee, 1980. (ang.).
- Mesrob K. Krikorian: Armenians in the Service of the Ottoman Empire, 1860–1908. London: Routledge, 1978. ISBN 978-0-7100-8564-1. (ang.).
- Florence Mazian: Why Genocide?: The Armenian and Jewish Experiences in Perspective. Ames, Iowa: Iowa State University Press, 1990. ISBN 978-0813801438. [dostęp 2021-02-06]. (ang.).
- Nouritza Matossian: Black angel: a life of Arshile Gorky. London: Chatto & Windus, 1998, s. 576. ISBN 978-0701153632. [dostęp 2021-02-06]. (ang.).
- Onnig Mekhitarian. Defense of Van. „Armenian Review”. 2, 1949. (ang.).
- Anahide Ter Minassian: Armenian Van/Vaspurakan. Costa Mesa, California: Mazda Publisher, 2000, s. 179-182. [dostęp 2021-02-06]. (ang.).
- Joseph Francis Reynolds, Allen Leon Churchill, Francis Trevelyan Miller: The Story of the Great War: History of the European War from Official Sources; Complete Historical Records of Events to Date. T. 3. New York: P.F. Collier & Son, 1916. [dostęp 2021-02-06]. (ang.).
- Ali İhsan Sâbis: Birinci Dünya Harbi. T. 2. İstanbul: Nehir Yayınları, 2018. ISBN 978-9755510675. (tur.).
- Kara Schemsi: Turcs ey Armeniens Devant L'historié. Genève: Imprimerie Nationale, 1919, s. 61. (ang.).
- Stanford Jay Shaw, Ezel Kural Shaw: History of the Ottoman Empire and Modern Turkey. Cambridge: Cambridge University Press, 1977. (ang.).
- Armenian massacres 1915–1923. W: Verzhine Svazlyan: The Armenian Genocide and Historical Memory. tłum. Tigran Tsulikian. Yerevan: Gitutiun Publishing House, 2004. (ang.).
- Thomas de Waal: Great Catastrophe: Armenians and Turks in the Shadow of Genocide. Oxford: Oxford University Press, 2015. ISBN 0-19-935069-8. (ang.).
- Christopher J. Walker: Armenia: The Survival of a Nation. London: Palgrave Macmillan, 1990. ISBN 978-0312042301. (ang.).
- Yayınları, T.C. Genelkurmay Harp Tarihi Başkanlığı, Türk İstiklâl Harbine Katılan Tümen ve Daha Üst Kademelerdeki Komutanların Biyografileri, Ankara: Genkurmay Başkanlığı Basımevi, 1972 (tur.).